# Ермангар д'Асп
Ермангар д'Асп (Ерменголь д'Аспа) (фр. Hermangard d'Asp; д/н — 1192) — 8-й великий магістр ордену госпітальєрів в 1188—1190 роках.

## Життєпис
За різними версіями походив з області Віваре (між Провансом і Лангедоком) або з Біскайї (Наваррського королівства). 1164 року призначають очільником командорії Сен-Жан-де-Пюї. У 1180—1182 роках був шателеном (очільником) замку Ампоста в Каталонії, а також замком монастиря Сен-Жиль.
1187 року після послідовно загибелі великого магістра Роже де Мулена, тимчасового очільника Вільгельма Борреля обирається інтерімом (тимчасовим головою) госпітальєрів. Отаборився в замку Маргат, залишивши Єрусалим, який невдовзі захопив султан Салах ад-Дін. Маргат у 1188 році вдалося відстояти. після цього д'Асп обирається великим магістром.
1189 році долучився до військ Третього хрестового походу, які 1190 року захопили Акру. Того ж року з невідомих причин пішов у відставку. Новим великим магістром обирається Гарньє де Наблус. Помер д'Асп 1192 року в Акрі.